# Constantin Mimi

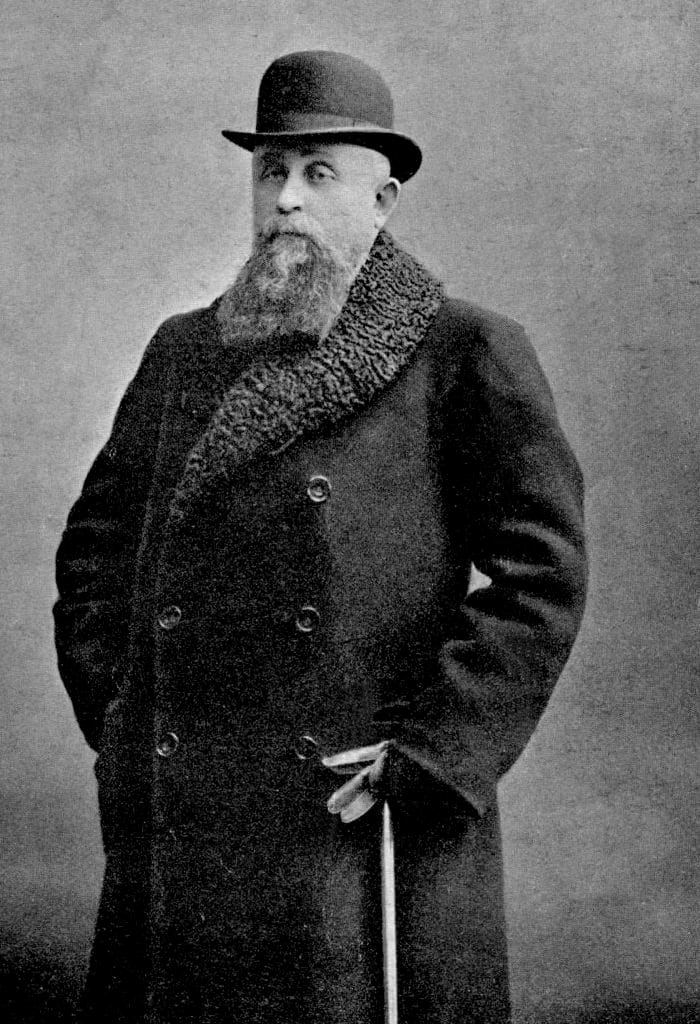
Constantin Mimi, 1914

Constantin Mimi (russisch Константин Александрович Мими; * 2. Februar 1868 in Chișinău, Gouvernement Bessarabien; † 17. April 1935 ebenda) war ein bessarabischer Politiker, Winzer und letzter Gouverneur von Bessarabien.

## Ausbildung
Constantin Mimi wurde als Sohn von Alexandru Mimi und Aglaida Vacamei geboren, die beide albanischer Abstammung aus Ioannina waren. Nach dem Abschluss des Gymnasiums Nr. 1 in Chișinău studierte er Rechtswissenschaften an der Universität Odessa, das er 1896 mit Auszeichnung abschloss. Obwohl ihm eine erfolgreiche Karriere als Jurist vorausgesagt wurde, entschied er sich, seiner Leidenschaft für Landwirtschaft und Weinbau zu folgen. Er absolvierte eine zweijährige Ausbildung am Centre international d’études supérieures en sciences agronomiques in Montpellier, wo er die moderne Methodik des Weinbaus studierte. Diese Kenntnisse setzte er sowohl auf seinem Gut in Bulboaca als auch in ganz Bessarabien um.

## Politische Karriere
Mimi begann seine berufliche Laufbahn 1894 als Berater im Semstwo des Bezirks Bender, wo er sechs aufeinanderfolgende Mandate innehatte. 1913 wurde er zum Präsident der Semstwo-Verwaltung von Bessarabien ernannt und förderte insbesondere den modernen Weinbau. Nach der Russischen Revolution von 1917 wurde Mimi vom Provisorischen Gouvernement Russlands zum Gouverneur von Bessarabien ernannt. In dieser Funktion spielte er eine entscheidende Rolle bei der Ablehnung einer Angliederung Bessarabiens an die Ukraine und der Vorbereitung der Vereinigung mit Rumänien. Nach seiner politischen Karriere zog er sich auf sein Gut in Bulboaca zurück, bevor er 1926 nach Bukarest zog, um als Direktor der Nationalbank Rumäniens zu arbeiten.

## Weinbau
Bessarabien wurde unter Mimis Einfluss zu einem Zentrum des modernen Weinbaus im Russischen Kaiserreich. Er führte europäische Rebsorten ein, darunter die ertragreiche und krankheitsresistente Sorte Aligoté. Seine Bemühungen trugen dazu bei, dass der Bezirk Bender 1912 die zweitgrößte Rebfläche der Region hatte. 1893 gründete Mimi ein Weingut in Bulboaca. Seine Weine erhielten zahlreiche Auszeichnungen, darunter Goldmedaillen auf internationalen Ausstellungen. Heute ist das Weingut unter dem Namen „Castel Mimi“ bekannt, in dem sich ein Weingut und Hotel befinden. Das 1900 errichtete Schloss gilt als das erste echte „Château“ in der Republik Moldau.